# Grotta degli animali

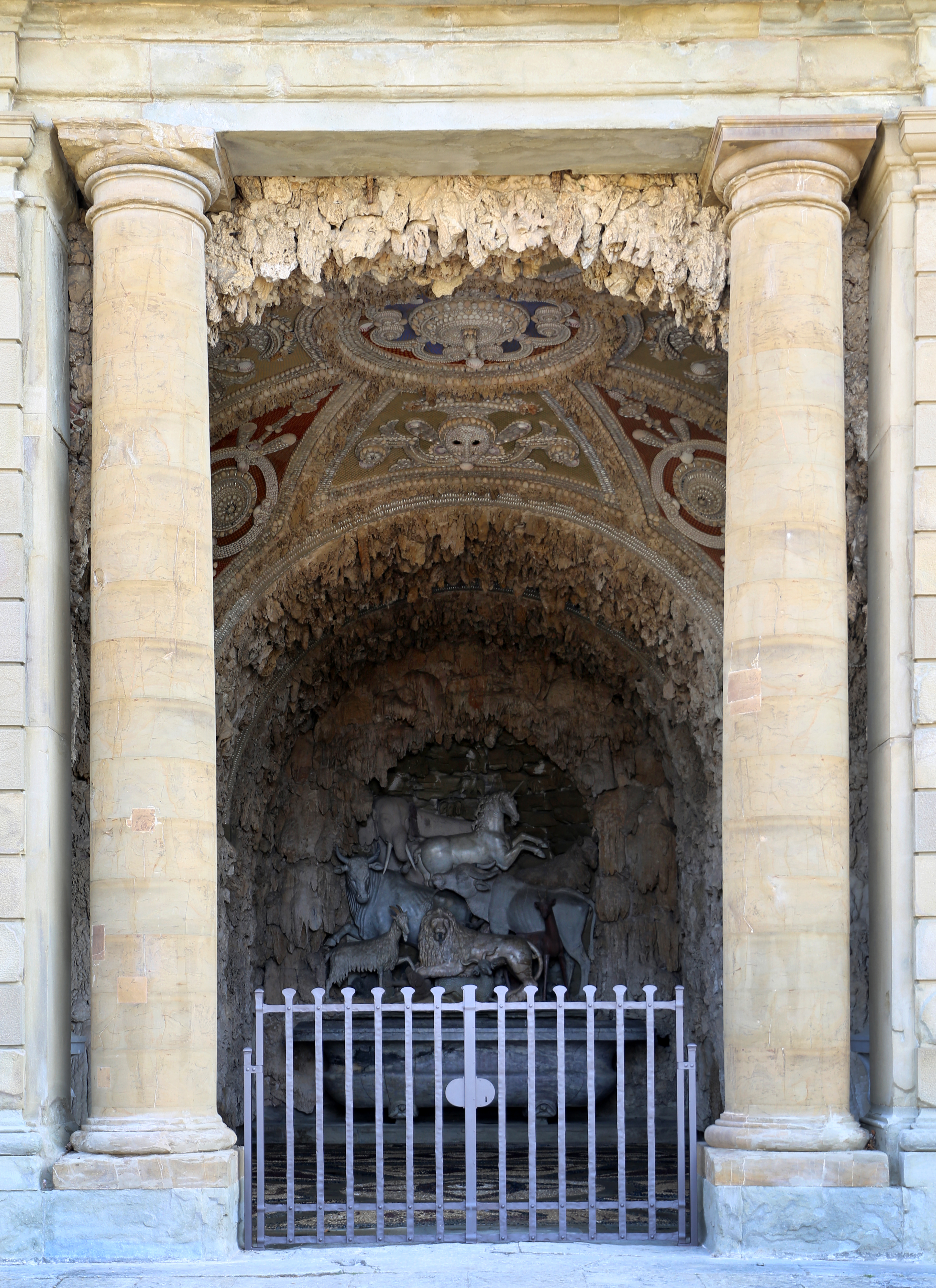
Grotta degli Animali

La Grotta degli animali è un ambiente del giardino della villa medicea di Castello. Prototipo e modello essenziale per la tipologia della grotta artificiale nell'architettura manierista, fu ideata da Niccolò Tribolo verso il 1545, e portata a termine da Giorgio Vasari nel 1580.

## Storia
Il progetto del giardino della villa di Castello venne messo a punto per Cosimo I de' Medici dal Tribolo verso il 1545, e fondeva elementi pratici e simbolici. Dal punto di vista pratico era fondamentale mettere in opera un sistema di raccolta e distribuzione delle acque, che si sviluppasse dalle terrazze superiori a quelle inferiori, per permettere l'irrigazione delle piante. Tale sistema, a grandi linee tuttora esistente, inizia nella grande vasca di raccolta dell'Appennino nella terrazza superiore, poi attraverso un sistema di condutture porta l'acqua alla grotta e a un sistema di fontane, per poi finire in un cisterna sotto la villa. Dal punto di vista simbolico l'intero giardino doveva rappresentare un'esaltazione del potere mediceo, della pace e della prosperità che esso portava alle terre dominate, come elaborato da Benedetto Varchi e tramandato dal Vasari nella seconda edizione delle Vite. Vi si celebrava inoltre la fusione tra natura e artificio, con richiami letterari e allegorici.

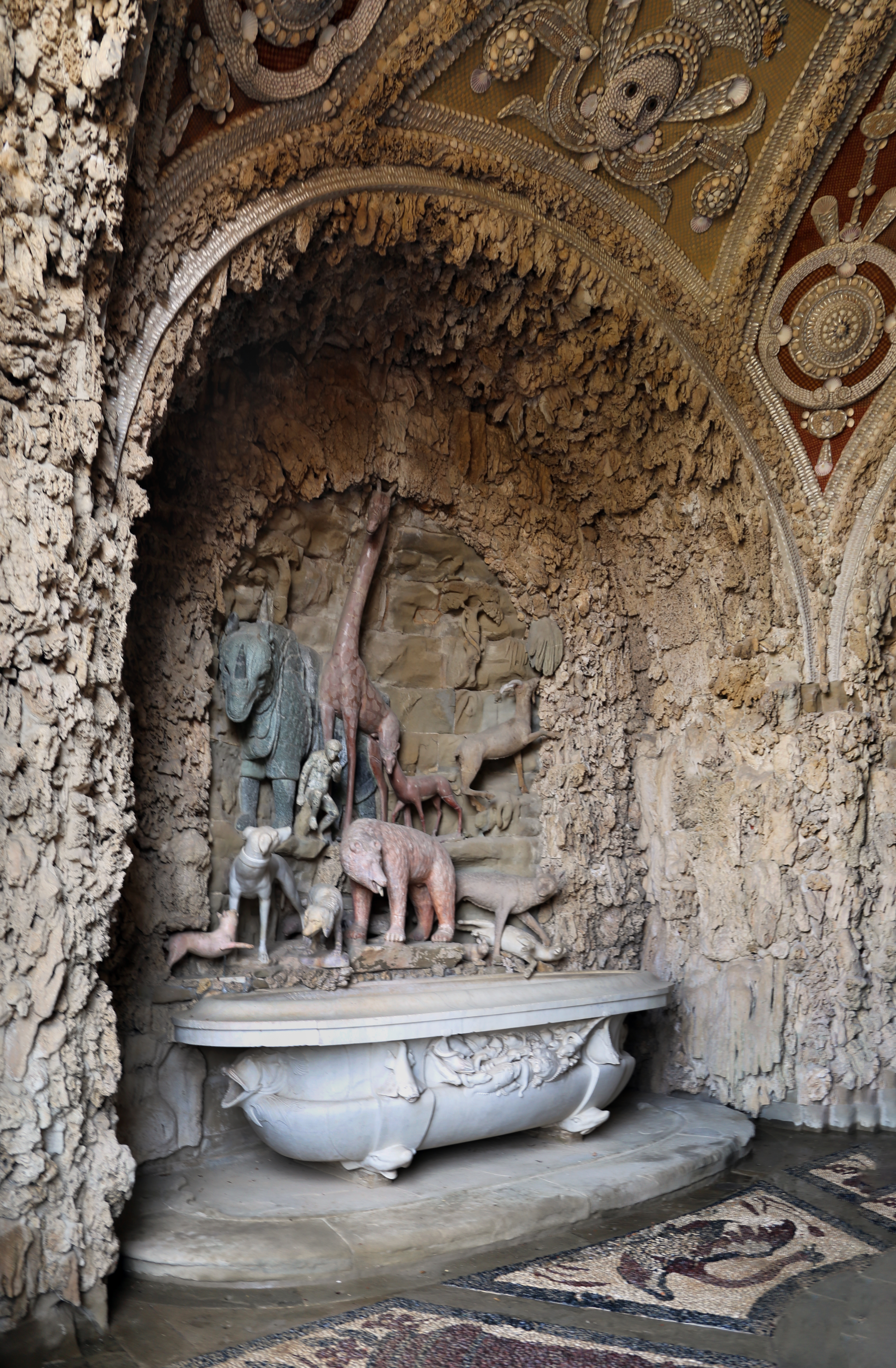
Gruppo di sinistra

Gli aspetti simbolici sono oggi solo ipoteticamente ricostruibili, sia per i messaggi talvolta criptici, sia soprattutto per gli stravolgimenti al piano decorativo originario, che oggi è profondamente trasformato. L'asse prospettico principale del giardino infatti, nei progetti originali, si sviluppava dalla fontana di Ercole ed arrivava alla fontana del Labirinto, ma la prima è stata ricollocata nel 1796 al centro della terrazza inferiore, mentre la seconda si trova oggi presso la villa La Petraia. Dall'Appennino inoltre, simboleggiato dalla statua dell'Ammannati, le acque si distribuivano in fontane che rappresentavano i monti toscani del Falterona e del Monte Senario da cui sgorgano rispettivamente l'Arno e il Mugnone (mai eseguite o disperse), fino all'allegoria di Fiorenza di Zanobi Lastricati (rifatta poi dal Giambologna e oggi alla villa La Petraia) sulla fontana al centro del Labirinto, personificazione con la dea che nasceva appunto dalle acque in forma di Venere anadiomene. 
L'idea della grotta rustica aveva avuto origine a Roma, nella cerchia di Raffaello, a imitazione dei ninfei antichi che si andavano riscoprendo, ma ebbe poi a Firenze il massimo sviluppo e le realizzazioni più importanti, tra cui quella di Castello rappresenta uno degli esempi più antichi e meglio conservati. 
Il progetto decorativo originario della grotta pare che prevedesse statue di satiri entro nicchie, ma venne aggiornato verosimilmente dopo la morte del Tribolo (1550) dai suoi successori in un ambiente che imitasse artificiosamente la natura con materiali rustici, giochi d'acqua e sculture raffiguranti animali. Il primo fu Davide Fortini, che portò avanti il progetto tra il 1550 e il 1554, ma fu soprattutto Giorgio Vasari a portare a compimento l'opera tra il 1554 e il 1574. Quest'ultimo, nella sua opera biografica, ricordò come la grotta fosse già stata iniziata dal Tribolo, ma non parlò delle statue degli animali fino all'edizione del 1568, ricordando come vi stesse lavorando Antonio Lorenzi.
Probabilmente la presenza degli animali era legata al mito di Orfeo, di cui sarebbe dovuta essere presente una statua al centro, alludendo alla pacificazione sotto il dominio mediceo. La presenza dell'unicorno è stata letta anche come allusione al mito del risanamento delle acque col suo corno, e quindi a un'età dell'oro per la Toscana sotto il governo di Cosimo I.
Montaigne, che visitò il giardino nel 1581, rimase incantato dalla grotta e la descrisse nelle memorie del suo viaggio in Italia.
Le sculture degli animali, vivacemente diversificate in materiali diversi che ricordassero l'epidermide delle varie specie e arricchite da stucchi policromi oggi quasi completamente perduti, vennero realizzate in un lungo arco temporale che va dal 1550 al 1580 circa, e furono per lo più eseguite da allievi del Tribolo, tra cui si sono fatti i nomi di Stoldo e Antonio Lorenzi, Davide Fortini, Francesco Ferrucci del Tadda, Giovanni Fancelli e Zanobi Lastricati, tuttavia senza arrivare a precise attribuzioni, nell'assenza di documenti e nella difficoltà di elaborare confronti in un tema della rappresentazione animale solo raramente praticato in quegli anni. A questi nomi vanno aggiunti quelli del Giambologna e dell'Ammannati per una serie di uccelli fusi in bronzo, che erano collocati su nicchie e sporgenze della parete spugnosa e che per ragioni conservative vennero poi interamente trasferiti al Museo del Bargello verso il 1865. Con la rappresentazione dei pesci, dei crostacei e di altri animali marini nelle vasche, si venivano così a rappresentare tutte e tre le sfere biologiche allora conosciute: quella aquatica, terrestre e aerea. 
Nel 1791-1792 Innocenzo Spinazzi aggiunse (o rifece?) il cinghiale e la cerva. Restauri sono documentati nel 1764. Al finire del XX secolo la grotta appariva in cattivo stato di conservazione, tanto che fu transennata per decenni. Solo negli anni Duemila si è potuto avviare un accurato progetto di restauro che, a più riprese, ha consolidato e ripulito tutti gli elementi, concludendosi con la sistemazione dell'impianto idraulico (2024) che ha permesso anche il ripristino dei giochi d'acqua.

## Descrizione

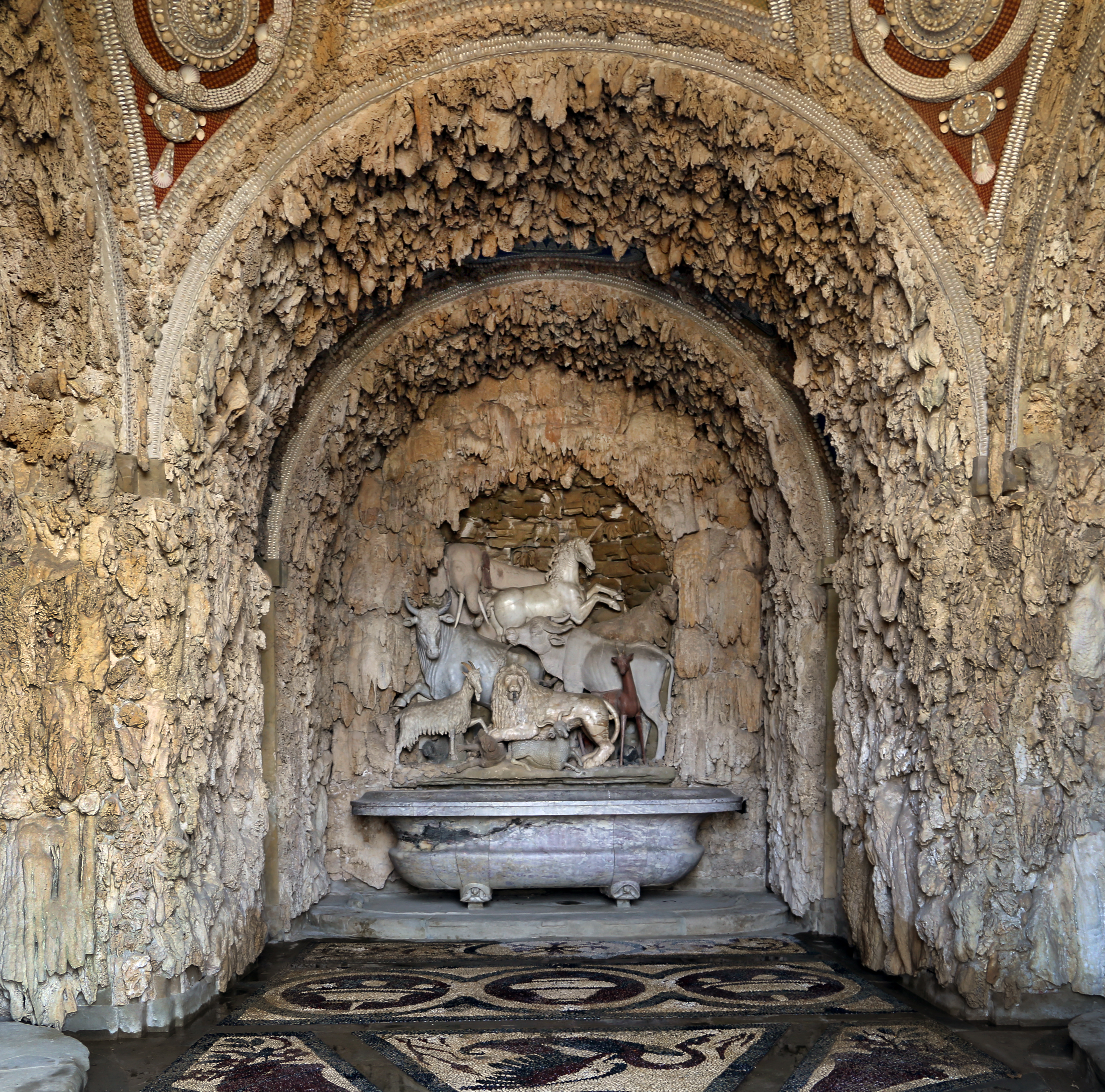
Interno

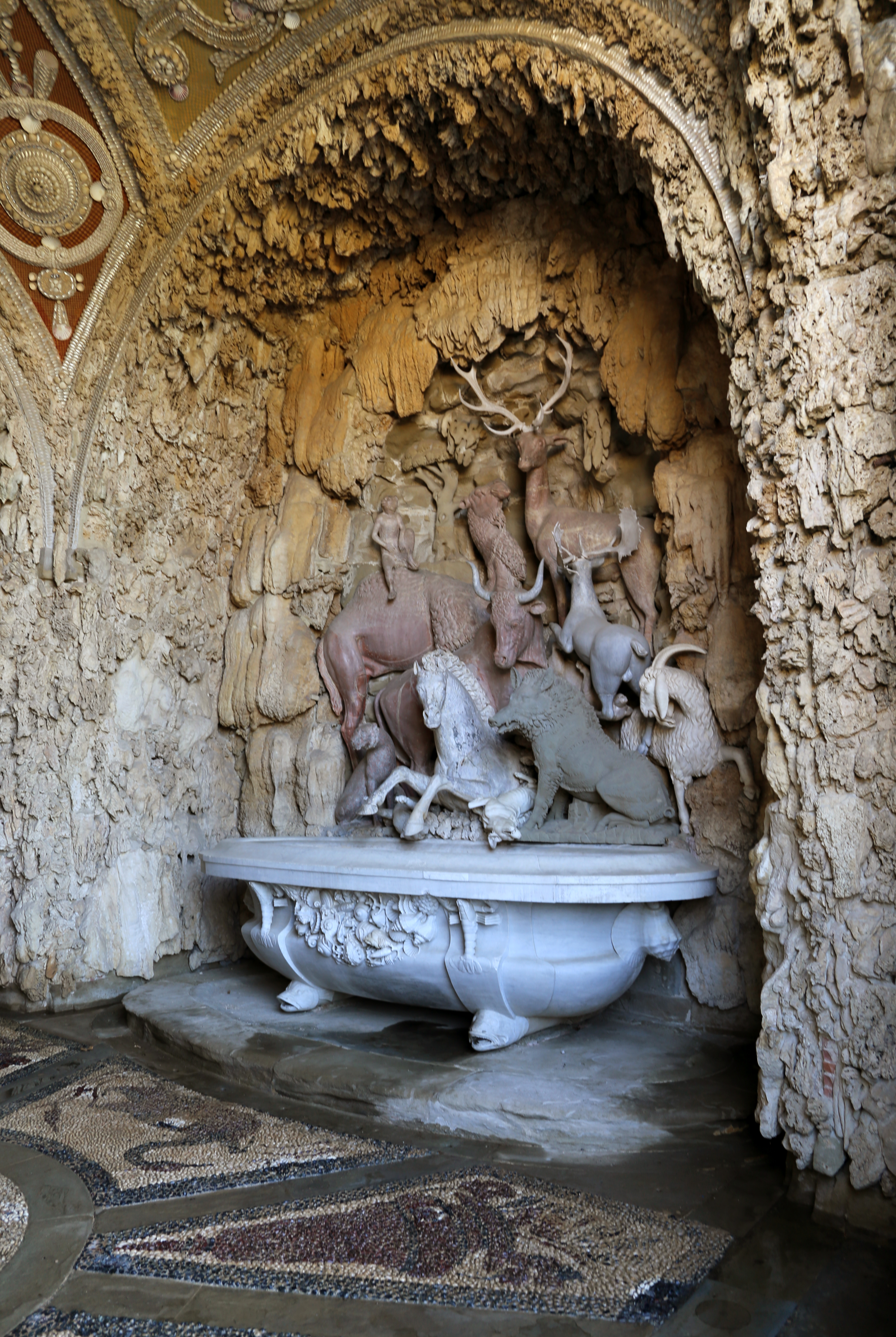
Gruppo di destra

Vi si accede da un portale fiancheggiato da due colonne tuscaniche, ed è completamente rivestita di concrezioni calcaree (chiamate "spugne"), mentre sul soffitto della prima camera e sull'arco che introduce alla seconda si trovano mosaici policromi a motivi geometrici e figurativi fatti con ciottoli e conchiglie. L'interno è composto da una stanza principale, pressoché cubica con due nicchie laterali e una nicchia centrale più profonda, entro una "scarsella". Su ciascun lato è presente una fontana composta da una vasca marmorea sormontata da gruppi di animali scolpiti in pietre diverse, che costituiscono un insieme decorativo policromo di grande suggestione. Un complesso sistema idraulico alimenta una serie di zampilli che si originano dalla volta, dal pavimento e dagli stessi animali, offrendo al visitatore la sorpresa di giochi d'acqua, che rinfrescavano l'atmosfera dalla calura e rendevano la roccia lucida e scintillante come in un'atmosfera irreale. 

### Gruppo di sinistra
La prima vasca, a sinistra è in marmo bianco ed è attribuita allo stesso Niccolò Tribolo, con datazione 1546-1549 circa. È decorata da una ricca composizione di pesci e altri animali marini, tra cui due squaletti sulle basi, scorfani ai lati, la razza, l'anguilla, la piovra, la capasanta e molti pesci. Questa vasca, come le altre, è posta su di un basamento in pietra che raccoglie le acque quando sgorgano e le convoglia all'impianto idrico del giardino erp essere riutilizzate, secondo un sistema che viene riferito allo stesso Tribolo. 
Sopra di essa si trova un composizione di animali con al centro l'orso (nella cui bocca si trova una condotta d'acqua) in pietra serena stuccata di bianco; attorno ad esso si trovano due cani da caccia in marmo bianco, forse provenienti, con altri presenti nella grotta, da un gruppo dedicato all'arte venatoria; la statua di un gatto in marmo rosa, un coniglio in marmo giallognolo, una faina in marmo rosso, una lepre in calcedonio, e un lupo che ha atterrato un agnello, rispettivamente in pietraforte bruna e in marmo bianco. In secondo piano, più in alto, si trovano il rinoceronte, in granito scuro, che venne ripreso dalla famosa stampa di Dürer; la giraffa in marmo rosso con una raffinata lavorazione incisa delle macchie (questo animale ha una lunga tradizione figurativa a Firenze, a partire dalla nota Giraffa dei Medici); una scimmia che tiene un pomo (in breccia maculata); un cerbiatto in marmo rosso e una capra che bruca tra le rocce in pietraforte e reali corna ossee. Tutte queste statue, sebbene in passato si fosse cercato di attribuirle a singoli nomi, oggi vengono ricondotte  genericamente a seguaci del Tribolo, e datate tra il 1565 circa e il 1580.

### Gruppo centrale
La seconda vasca, opposta all'entrata, è in marmo rosso di Seravezza, databile al 1570 circa e con un disegno più semplice, con due coppie di tartarughe come sostegno: per la presenza di questi animali anche verso il lato nascosto della parete, si ipotizza che si tratti di un pezzo nato per un'altra collocazione, qui spostato in seguito. La simbologia delle tartarughe, legate all'emblema personale di Cosimo I del festina lente, ne riconduce tuttavia l'esecuzione a quegli stessi anni, comunque dopo l'apertura della cave di Seravezza del 1563. 
Sopra di essa trovano posto dodici animali, posti in file diagonalmente alternate e sovrapposte, che conferiscono al gruppo particolare vivacità e dinamismo. Da sinistra in basso si riconoscono una capra in marmo bianco (con corna ossee), un'istrice sotto di essa in pietra serena, un cane atterrato in pietraforte, un ariete accovacciato in marmo bianco, un leone in marmo giallo che ha in bocca una condotta per l'acqua, un'antilope in marmo rosso, tra i cui piedi si trova un tasso intarsiato in marmo nero e bianco; in secondo piano un bufalo in pietra serena e un toro in marmo grigio; in terza fila un elefante in marmo grigio con zanne in marmo bianco, l'unicorno in marmo bianco e la mula in pietra serena. Anche per questo gruppo valgono le stesse considerazioni per datazione e attribuzione del precedente

### Gruppo di destra
La terza vasca è simile alla prima, sebbene appaia più elaborata e quindi forse leggermente più tarda; è stata attribuita alla mano dello stesso Tribolo, forse completata dal suo più stretto collaboratore Antonio Lorenzi attorno al 1550, e presenta una ricca ornamentazione con crostacei e molluschi, tra cui gamberi, scampi, una granchio gigante, coralli, e vari tipi di conchiglie, oltre a due grossi pesci sulle basi. 
L'ultimo gruppo di animali è composto su linee diagonali che convergono verso il centro. Il fulcro è il cavallo a mezza figura in posizione saettante, in breccia medicea, dalla cui bocca sgorga l'acqua e che riprende la posa dei cavalli della quadriga della fontana del Nettuno dell'Ammannati. A sinistra, in prima fila, si vede un leopardo accucciato, che somiglierebbe più una leonessa, ma a cui sono state riprodotte le tipiche macchie con un granito rosso marezzato. Seguono ai lati del cavallo un felino morente, in granito grigio, un cane atterrato, in marmo bianco, e il cinghiale in pietra serena, replica del noto "Porcellino" di Pietro Tacca di cui si conserva anche un modello ellenistico agli Uffizi; questa scultura, come già accennato, fu eseguita da Innocenzo Spinazzi nel 1791-1792, probabilmente in sostituzione di un esemplare più antico rovinato. All'estrema destra si trova un montone in marmo bianco. In seconda fila domina il toro in marmo rosso, con corna in breccia; segue la renna in marmo grigio, con un grande palco di vere corna, che travolge un altro cane morente in marmo rosso marezzato di bianco. Più in alto stanno il dromedario in marmo rosso, che porta in groppa una scimmia in un marmo rosato, con un'accurata rappresentazione della pelliccia; infine, a destra, una cerva in marmo rosso con venature bianche, che tuttavia ha un palco di corna da maschio che sono un reale trofeo di caccia (altra statua sostituita nel Settecento dello Spinazzi). Il gruppo mantiene comunque una forte coesione, dove gli esemplari più recenti si legano a quelli cinquecenteschi, per i quali valgono le medesime considerazioni degli altri.

### Altro

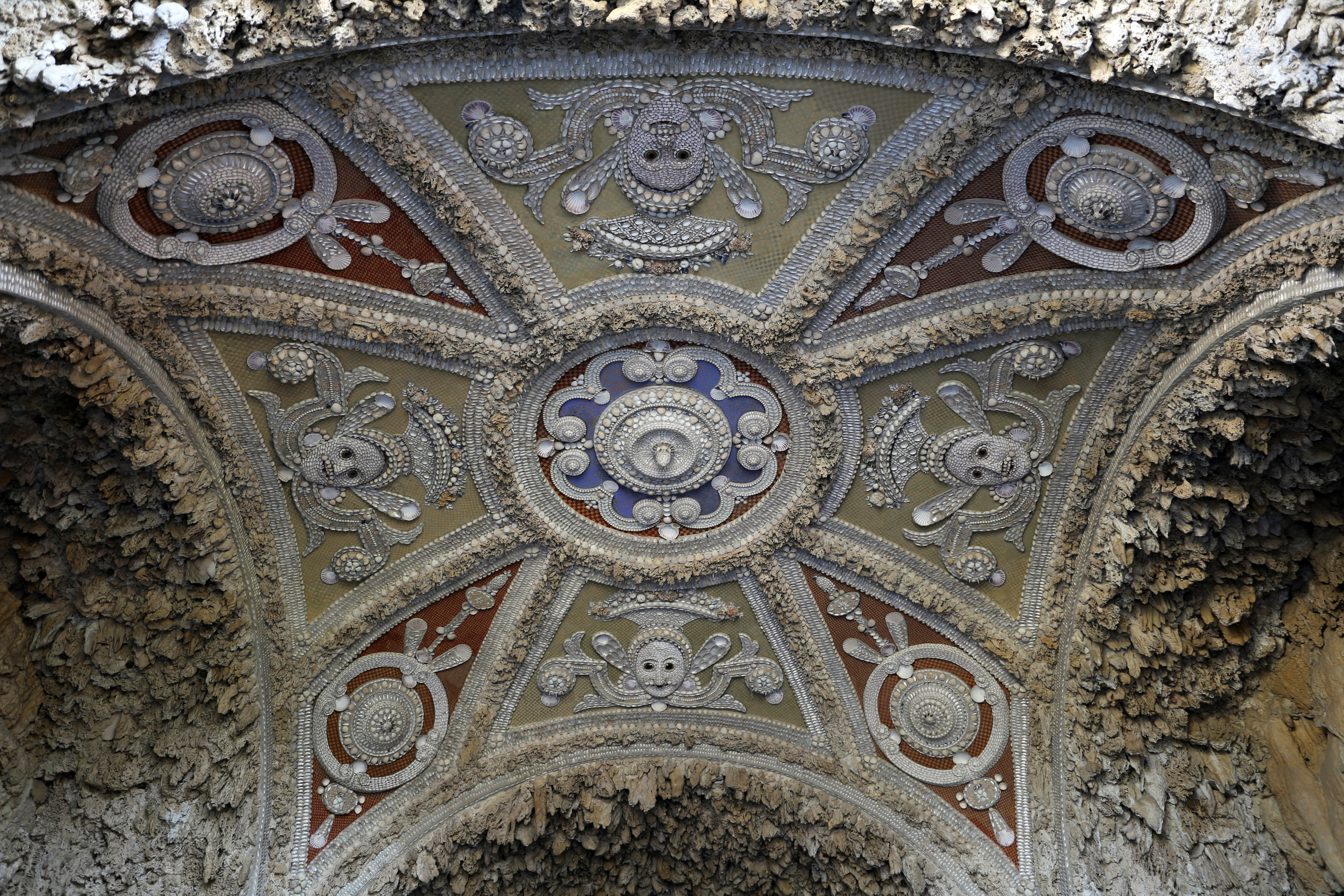
Volta

Il parato rustico è completato dai mosaici della volta e del pavimento, dove compare la corona granducale e quindi è da datarsi a dopo il 1569, anno in cui Cosimo I fu incoronato granduca. La volta si compone soprattutto di conchiglie tra stucchi e paste vitree, componenti mascheroni e motivi geometrici, mentre il pavimento è composto da ciottoli di fiume in quadricromia e lastre in pietra serena, che compongono cigni e piante acquatiche, tra i quali si nascondono le bocchette da cui sgorgano zampilli d'acqua, che inumidendo le superfici le rendono più lucide e vive.